# Titan (spil)
 For alternative betydninger, se Titan. (Se også artikler, som begynder med Titan)
Titan er et fantasybrætspil for to til seks spillere, designet af Jason McAllister og David A. Trampier. Det blev først udgivet i 1980 af Gorgonstar, en lille virksomhed stiftet af designerne. Kort tid efter blev rettighederne licenseret til Avalon Hill, som lavede flere mindre justeringer og udgav spillet i mange år. Titan udgik af produktion i 1998, da Avalon Hill blev solgt og ophørte driften. En ny udgave af Titan, med illustrationer af Kurt Miller og Mike Doyle og produceret af den canadiske forlægger Valley Games, blev tilgængelig sent i 2008. Valley Games-udgaven blev tilpasset til Apples iPad og udgivet den 21. december 2011.
Hver spiller kontrollerer en hær af mytologiske væsner såsom gargoiler, enhjørninger og griffe anført af en enkelt titan.
Titanen er en analog til kongen i skak, idet en titans død betyder at spilleren og tilhørende hær bliver elimineret fra spillet. Den spiller, der kontrollerer den sidst tilbageværende titan vinder spillet.